# Аншар
Аншар, также пишется как Аншар (шумер. 𒀭𒊹, AN.ŠAR₂, AN.ŠAR₂, новоас. , «все небо») — один из древнейших богов в вавилонском мифе о сотворении мира (Энума Элиш). Его супруга - Кишар, что означает «Вся Земля». Они были детьми Лахаму и Лахму, внуками Тиамат и Апсу. Они, в свою очередь, являются родителями Ану, бога неба, владыки созвездий, царя богов, духов и демонов.
В новоассирийский период Аншар часто отождествлялся с Ашшуром, божеством-покровителем Ассирийской империи.
Аншар может быть связан с божеством амазигов Анзаром.

## Внешние ссылки
- Древние месопотамские боги и богини: Аншар и Кишар (бог и богиня)